# Президент на Филипините
Президентът на Филипините (на филипински: pangulo ng Pilipinas, понякога наричан Presidente ng Pilipinas) е държавен глава и правителствен глава на Филипините. Президентът ръководи изпълнителната власт на филипинското правителство и е главнокомандващ на въоръжените сили на Филипините. Президентът се избира пряко от народа и е един от само двама национално избрани изпълнителни служители, като другият е вицепрезидент на Филипините. Въпреки това четирима вицепрезиденти поеха президентския пост, без да са били избрани на поста, поради смъртта или оставката на президента в рамките на мандата.